# 葉期遠
葉期遠（？—？），字士毅，號梅谷，福建漳州府平和縣人，民籍，明朝政治人物。

## 生平
嘉靖十九年（1540年）庚子科順天府鄉試第六名舉人。嘉靖三十二年（1553年）中式癸丑科會試第二百二十八名，三甲第一百七十名進士。户部观政，授直隶广平府推官，起复补南昌府。官至黄州府知府。隆庆二年任湖州府通判，三年去任。

## 家族
曾祖葉聰；祖父葉諫；父葉元浩，母丘氏；繼母鄭氏。弟期逮、期逢（生员）、期继、期善。
有孫葉紹京。